# Dennis Hediger
Dennis Hediger (sinh ngày 22 tháng 9 năm 1986, ở Thụy Sĩ) là một cầu thủ bóng đá người Thụy Sĩ hiện tại thi đấu ở vị trí tiền vệ cho FC Thun tại Giải bóng đá vô địch quốc gia Thụy Sĩ.